# Skuggor från det förflutna
Skuggor från det förflutna (originaltitel: Ghosts of Mississippi) är en amerikansk dramafilm från 1996 i regi av Rob Reiner. Filmen handlar om rättegången 1994 mot Byron De La Beckwith, som står åtalad för att ha mördat medborgarrättskämpen Medgar Evers 1963. En av skådespelarna var Yolanda King, dotter till Martin Luther King.

## Rollista
- Alec Baldwin – Bobby DeLaughter
- James Woods – Byron De La Beckwith
- Virginia Madsen – Dixie DeLaughter
- Whoopi Goldberg – Myrlie Evers
- Susanna Thompson – Peggy Lloyd
- Craig T. Nelson – Ed Peters
- Lucas Black – Burt DeLaughter
- Alexa Vega – Claire DeLaughter
- William H. Macy – Charlie Crisco
- Darrell Evers – Sig själv
- Yolanda King – Reena Evers
- Jerry Levine – Jerry Mitchell
- James Van Evers – Sig själv
- Michael O'Keefe – Merrida Coxwell
- Bill Smitrovich – Jim Kitchens
- Terry O'Quinn – Judge Hilburn
- Rex Linn – Martin Scott
- James Pickens Jr. – Medgar Evers
- Richard Riehle – Tommy Mayfield
- Bonnie Bartlett – Billie DeLaughter
- Brock Peters – Walter Williams
- Wayne Rogers – Morris Dees